# Banagarahalli, Madhugiri
Banagarahalli là một làng thuộc tehsil Madhugiri, huyện Tumkur, bang Karnataka, Ấn Độ.